# Hydroatmosphäre
Die Hydroatmosphäre ist eine der Erdsphären. Sie umschreibt Erdatmosphäre und Erdhydrosphäre, wenn beide zusammenhängend betrachtet werden. Ein Synonym für die Hydroatmosphäre lautet Atmohydrosphäre.